# Países Baixos nos Jogos Olímpicos de Verão de 1980
Os Países Baixos competiram nos Jogos Olímpicos de Verão de 1980, realizados em Moscou, União Soviética.